# 北本郵便局
北本郵便局（きたもとゆうびんきょく）は埼玉県北本市にある郵便局。民営化前の分類では集配普通郵便局であった。

## 概要
住所：〒364-8799 埼玉県北本市緑1-167

### 併設施設
- ゆうちょ銀行北本店（さいたま支店北本出張所）：取扱店番号031200

## 沿革
- 1934年（昭和9年）4月6日 - 開局。
- 1960年（昭和35年）4月1日 - 北本宿郵便局から北本郵便局に改称[1]。
- 1966年（昭和41年）3月22日 - 電話交換、和文電報配達業務を鴻巣電報電話局に移管。
- 1972年（昭和47年）4月10日 - 特定郵便局から普通郵便局に局種別改定。
- 1999年（平成11年） - 外国通貨の両替および旅行小切手の売買に関する業務取扱を開始
- 2007年（平成19年）10月1日 - 民営化に伴い、併設された郵便事業北本支店、ゆうちょ銀行北本店に一部業務を移管。
- 2012年（平成24年）10月1日 - 日本郵便株式会社発足に伴い、郵便事業北本支店を北本郵便局に統合。
- 2019年（平成31年）2月12日 - 吹上郵便局の集配業務（元郵便事業北本支店吹上集配センター）統括を鴻巣郵便局に移管。

## 取扱内容

### 北本郵便局
- 郵便、印紙、ゆうパック、内容証明
- 生命保険、バイク自賠責保険、自動車保険
- 北本市内の集配業務
- ゆうゆう窓口

### ゆうちょ銀行北本店
- 貯金、貸付、為替、振替、振込、国際送金、外貨両替、国債、投資信託、変額年金保険
- ATM

## 周辺
- 北本市役所
- 北本市文化センター
- 北本消防署
- 北本市立南小学校
- 国道17号

## アクセス
- JR高崎線 北本駅（西口）から徒歩約13分
- 川越観光バス 北本郵便局停留所下車
- 圏央道 川島ICから北東へ約10km
- 駐車場あり：23台